# ÚAMK
ÚAMK (Ústřední automotoklub České republiky, též ÚAMK ČR) je český motoristický spolek. Zapsaný spolek v dnešních stanovách zmiňuje vznik tohoto spolku v roce 1904 a prohlašuje se za pokračovatele motoristických organizací a klubů vzniklých na území Čech, Moravy a Slezska.

## Současný stav

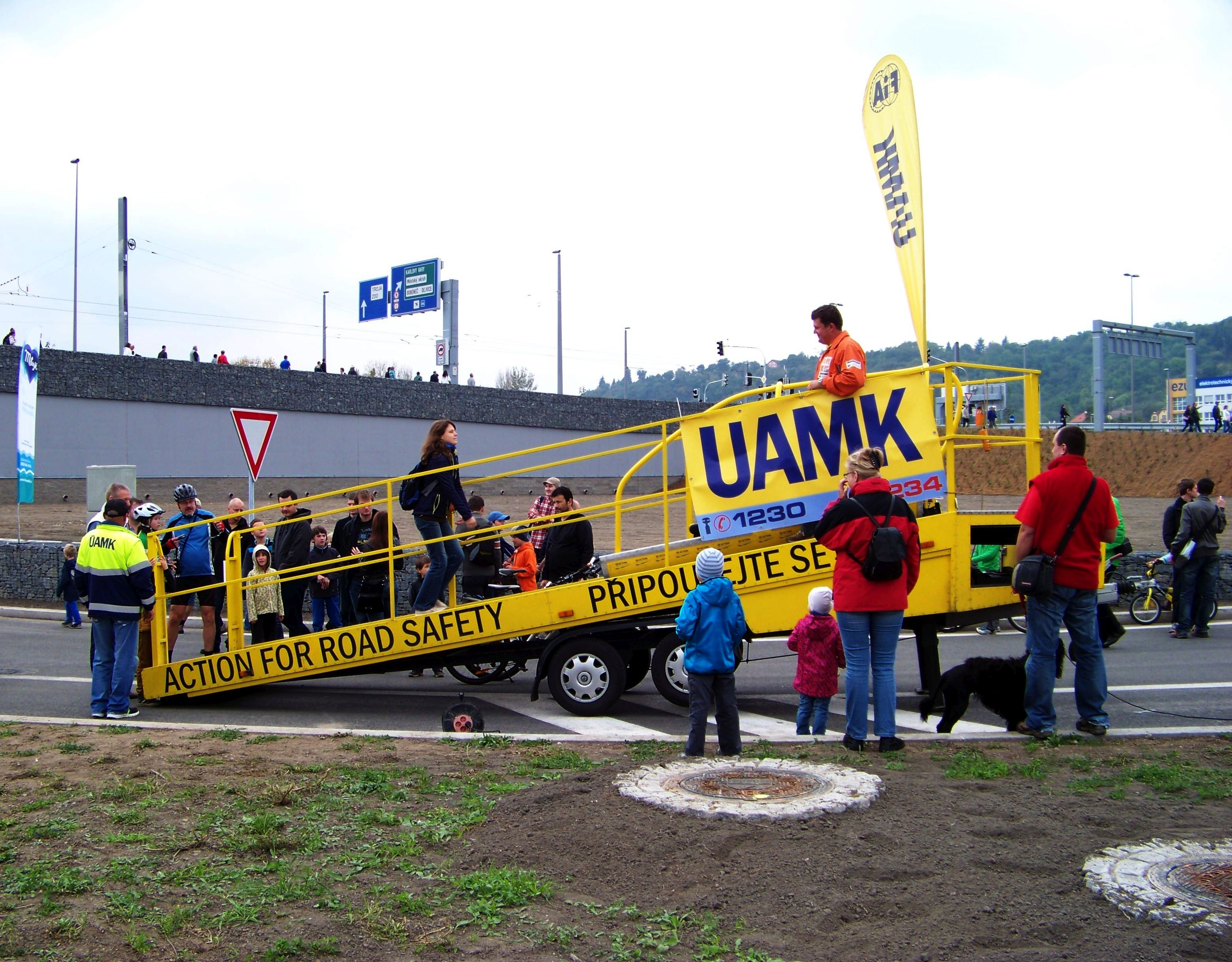
Trenažér ÚAMK "Připoutejte se" pro simulaci nárazu

Na činnost a tradici spolku navazuje a hlásí se k ní akciová společnost ÚAMK a. s., zajišťující služby motoristům. Poskytuje asistenční služby na silnicích při poruchách vozidel, dopravní a turistické informace, dálniční známky, výuku v autoškolách, opravy vozidel v servisu a zapůjčení náhradních vozidel. Žlutá zásahová vozidla společnosti bývají neoficiálně nazývána žlutí andělé. Firma je členem Mezinárodní automobilové federace a ARC Europe a zprostředkovává asistenční služby i mimo Českou republiku.  Předsedou představenstva byl po většinu doby existence společnosti JUDr. Oldřich Vaníček 
Spolek i akciová společnost se prezentují na společném webu, ale vzájemný vztah těchto právnických osob na něm nevysvětlují. Nicméně obě právnické osoby spojuje přinejmenším vůdčí postava JUDr. Oldřicha Vaníčka, který je opakovaně volen i předsedou spolku.

## Historie
21. únor 1904 měl ustavující valnou hromadu Český klub motocyklistů pro Království české a v březnu Český klub automobilistů pro Království české. 10. dubna 1910 se klub motocyklistů sloučil s klubem automobilistů, který pak měl automobilovou a motocyklovou sekci, prezidentem sloučeného klubu byl princ Erich Thurn-Taxis. V roce 1919 se klub přejmenoval na Československý klub automobilistů. 8. března 1922 se Československý klub automobilistů na mimořádné valné hromadě přejmenoval na Autoklub Republiky Československé (AKRČS) a pod tímto názvem se stal členem FICM/FIM. V roce 1925 uzavřel dohodu o sférách činnosti s Klubem českých turistů, který byl členem Conseil Central du Tourisme International dříve než AKRČS. Konkurenčními spolky byly například Liga československých motoristů, zaměřená na lidovější členstvo, a Československý automobilový svaz, který sdružoval hlavně moravské venkovské kluby. Ve třicátých letech se kluby přetahovaly o členy, což souviselo s podílem na příjmech, které přinášelo vydávání mezinárodních dokladů a pořádání výstav. V roce 1942 byl AKRČS nejprve přeměněn na Národní Autoklub Čech a Moravy a následně 13. listopadu Němci zlikvidován a majetek zabaven, budova za okupace patřila německému Presseklubu. V roce 1945 byla obnovena činnost AKRČS, v roce 1946 získal zpět hlavní budovu v Opletalově ulici. V roce 1946 se spory mezi AKRČS a Československým autoklubem pro Moravu a Slezsko (ČAMS) vyhrotily natolik, že Moravskoslezský zemský národní výbor zakázal na svém území ustavování odboček AKRČS. 14. listopadu 1947 byla uzavřena dohoda o postupném splynutí obou klubů. Sloučení se slovenským SAK nebylo po celou první republiku možné, jelikož SAK nebyl podle zákona spolek, ale veřejnoprávní instituce. V roce 1948 akční výbor AKRČS prováděl v klubu čistky a připravoval přejmenování na Svaz lidového motorismu či Svaz motoristů Československa, to však nebylo realizováno. V roce 1949 s AKRČS splynul Svaz závodníků. V roce 1950 se jednalo o přejmenování na Dobrovolný svaz lidového motorismu (DSLM). Ten v roce 1952 skutečně měl oblastní sjezdy a celostátní sjezd, ještě v témž roce byl včleněn do Svazarmu, v mezinárodních organizacích byl AKRČS nahrazen ÚAMK, který byl určen výhradně k mezinárodní reprezentaci. V roce 1953 byly zlikvidovány pobočky DSLM a činnost převedena na ÚAMK.